# Гуржієнко Антон Михайлович
Антон Михайлович Гуржієнко (9 січня 1872, Маріуполь — після 1932) — український та радянський інженер-архітектор, реставратор і викладач, один з майстрів московського модерну.

## Біографія
Народився 9 січня 1872 року в Маріуполі Катеринославської губернії.
Закінчив Московське училище живопису, скульптури і архітектури (МУЖВЗ) з малою срібною медаллю. З 1898 року навчався в Вищому художньому училищі при Імператорській Академії мистецтв, яке закінчив у 1901 році, отримавши звання художника-архітектора за проект «Міської Думи в столиці». У 1902 році здійснив поїздку за кордон. З 1908 року працював позаштатним техніком Будівельного відділення Московського Губернського Правління. Керував проведенням ремонту Китайгородської стіни в Москві. У 1910—1917 роках викладав архітектуру в Середньому техніко-будівельному училищі Товариства поширення технічних знань.
У 1920-х роках А. М. Гуржієнко викладав в Будівельному технікумі.
Точна дата смерті не відома.

## Проекти
- Конкурсний проект будівлі Московського купецького зібрання (1-я премія) і нової будівлі МУЖСА (1-я премія), спільно з І. М. Рибіним (1904, Москва);
- Цирк А. А. Нікітіна, спільно з Б. М. Нілусом (1910—1912, Москва, Тріумфальна площа, 4), перебудований в Театр Сатири;
- Храм Миколи Чудотворця біля Тверської застави, будівництво за проектом І. Г. Кондратенко (1914—1921, Москва);
- Житловий будинок (1926, Москва, Голіковський провулок, б. 14);
- Житловий будинок (1928, Москва, Велика Нікітська вулиця, б. 12).